# Паратетіс

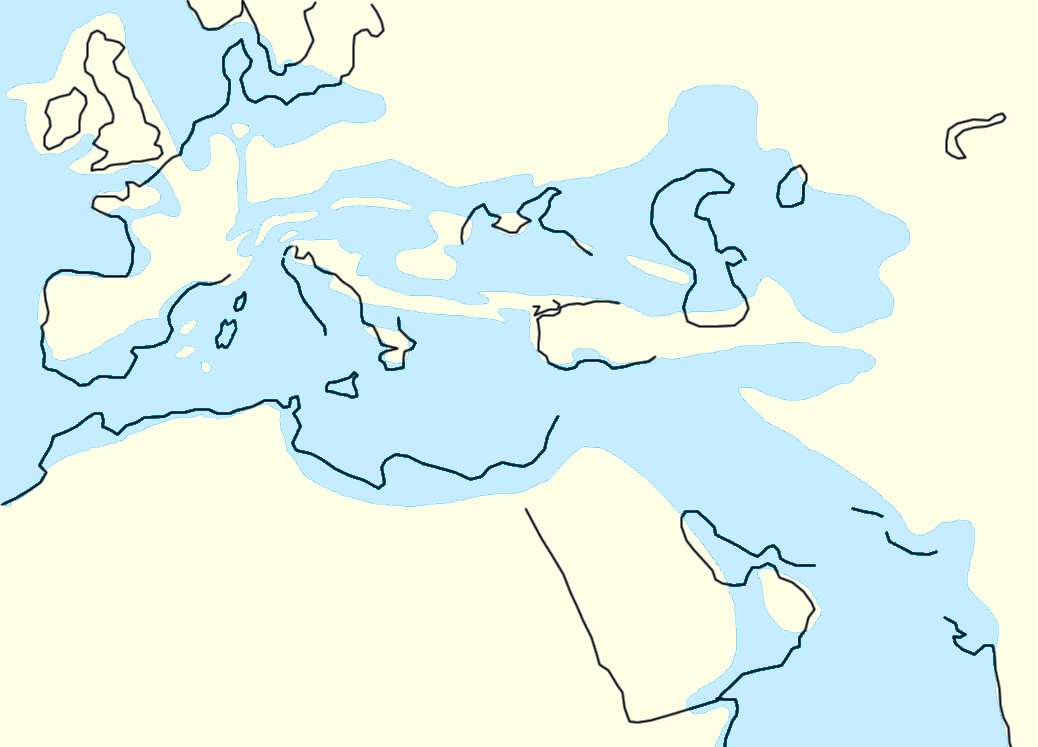
Паратетіс під час рюпельського віку (33,9—28,4 млн років), чорні лінії відповідають контурам сьогоденного узбережжя

Паратетіс — доісторичне велике мілководне море, яке простягалося від регіону на північ від Альп на заході до Аральського моря на сході. Море було утворено в оксфордський вік як продовження авлакогену, що сформував Центральну Атлантику, і було відокремлено за часів олігоцену (близько 34 мільйонів років тому). Було відокремлено від океану Тетіс на півдні Альпійським орогенезом: утворенням Карпат, Динарських Альп, Тавру і Ельбурсу. Під час свого довгого існування Паратетіс відновлював своє з'єднання з Тетісом, Середземним морем і Індійським океаном. Проте від пліоцену (від 5 млн років тому) площа Паратетісу зменшувалась. Сьогоденні Чорне море, Каспійське море і Аральське море є залишками Паратетісу.

## Назва та дослідження
Назву «Паратетіс» запропонував В. Д. Ласкарєв у 1924 році.  Визначення Ласкарєва включало тільки скам'янілості і морські осадові шари неогенового періоду . Це визначення було пізніше скореговано і також включає олігоценові серії. Існування відокремленої водойми в ці періоди було доведено з викопної фауни (в першу чергу молюсків, риб і остракод). У часи, коли Паратетіс або його частини були відокремлені один від одного або від інших океанів, фауна розвивалась незалежно, через це палеогеографічний розвиток Паратетісу може бути вивчено.
Осадові шари Паратетісу важко співвіднести з осадовими шарами інших океанів і морів, тому що час від часу він був повністю відокремлений від них. Стратиграфія Паратетісу має свої власні набори стратиграфічних етапів, які досі використовуються як альтернатива офіційній геохронологічній шкалі в ICS.

## Палеогеографічний розвиток
Паратетіс поширювався на велику площу в Центральній Європі та Західній Азії. На заході він включав кілька етапів Моласського басейну на північ від Альп, далі на схід Віденський і Паннонський басейн, басейн сучасного Чорного моря, і далі на схід, до нинішнього Аральського моря.
Ця частина Євразії за часів юрського і крейдяного періодів була покрита мілководними морями, що утворювали північну околицю океану Тетіс. Цей океан утворився між Лавразією (Євразія і Північна Америка) і Гондваною (Африка, Індія, Антарктида, Австралія та Південна Америка), коли суперконтинент Пангея розпався у тріасі (200 млн років тому).
Межа еоцену і олігоцену відзначена різким падінням рівня світового океану і швидким глобальним похолоданням. У той же час відбувся Альпійський орогенез: утворилися Карпати, Динарські Альпи, Тавр, Ельбурс і багато інших гірських пасом вздовж південного краю Євразії. Поєднання зниження рівня моря і тектонічного підняття призвело до значної регресії моря, утворився бар'єр між Тетісом і Паратетісом. Зв'язки з Північним Льодовитим океаном (Тургайське море), басейном Північного моря і Атлантичного океану (у вигляді протоки на північ від Карпат) також були закриті в ранньому олігоцені. Проте питання про можливі зв'язки з Рейнським грабеном (і з Середземномор'ям) і Гессенською протокою (що пов'язувала Моласський басейн з басейном Північного моря) наразі залишається дискусійним.
Ранній міоцен (близько 20 мільйонів років тому) відзначено етапом морської трансгресії. В цей період Паратетіс мав добрий зв'язок із Середземним морем знову. Ця тенденція змінилася в середньому міоцені, коли частини Паратетісу часто відокремлювались один від одного. Коли рівень Середземного моря впав через Мессинську соленосну кризу (близько 6 мільйонів років тому) були фази, коли Паратетіс скидав воду в сухий середземноморський басейн. Під час пліоцену (5,33—2,58 млн років тому), колишній Паратетіс було розділено на внутрішні моря, які з часом повністю відокремились один від одного, на кшталт Паннонського моря, солонуватої водойми в Паннонському басейні. Деякі з них зникли до початку плейстоцену. Наразі тільки Чорне, Каспійське і Аральське море є залишками цих великих внутрішніх морів.